# (22900) Trudie
(22900) Trudie (1999 TW14) – planetoida z pasa głównego asteroid okrążająca Słońce w ciągu 4,06 lat w średniej odległości 2,55 j.a. Odkryta 11 października 1999 roku.